# 东方市场
江苏吴江中国东方丝绸市场股份有限公司 （深交所：000301）是中国深圳证券交易所的一家从事纺织业的上市公司，成立于1998年7月16日。公司总股本为121823.644万股（2009年）。
公司总部位于江苏省吴江市盛泽镇市场路丝绸股份大厦，法人代表为计高雄。